# Monreal del Campo
Monreal del Campo (en aragonès: Mont Reyal) és un municipi d'Aragó, situat a la província de Terol i enquadrat a la comarca de Jiloca, de la qual és la cocapital, en concret capital agropecuària. Està situat a la confluència de l'autovia Mudèjar i de la carretera que va a Molina de Aragón.